# Guillem Manuel de Rocafull
Guillem Manuel de Rocafull o Guillermo Manuel de Rocafull (mediados del siglo XVII - 1718), cuyo nombre completo es Guillem Manuel de Rocafull Puig Marín y de Rocabertí, fue un noble español del siglo XVII, miembro de la familia de Roquefeuil-Anduze.
Jefe militar, fue elevado a la dignidad de Grande de España por el rey Felipe V en 1701. También fue comendador de la Orden de Calatrava, la primera orden militar española.

## Biografía

### Familia

Escudo de Guillem Manuel de Rocafull

Hijo de Ramón de Rocafull y Elisenda de Rocaberti, heredó los títulos de conde de Albatera y vizconde de Rocaberti. Se casó con Antonia Ximénez de Urrea, con quien no tuvo descendencia.
Guillem era el hermano mayor de: 
- Gaspar, capitán de infantería y caballería y, durante 12 años, capitán de la guardia del príncipe de Parma. Fue nombrado maestro de campo de un regimiento español durante la guerra de Flandes. Murió defendiendo las fortificaciones de Namur.[3][4]
- Juana, casada con Dionisio Fernández de Heredia.
- primo de Raimondo Perellos y Roccafull, 64.º gran maestre de los Hospitalarios de la Orden de San Juan de Jerusalén.[5]

### Carrera militar
En 1673, armó a 600 de sus vasallos para defender el Ampurdán[1],[3]. En 1674, participó en la protección de Rosas antes de apoderarse de Saint-Laurent-de-Cerdans.
En 1678, ayudó con sus vasallos a defender Barcelona, que estaba siendo atacada por el ejército francés, que bombardeaba la ciudad, privada entonces de guarnición.
Entre 1679 y 1681, fue nombrado presidente de la milicia de Cataluña, el oficial principal que gobernaba más de un tercio de los territorios del principado.
Durante la Guerra de Sucesión Española, apoyó a las tropas francesas y al rey Luis XIV, pretendiente al trono de España para su nieto. No dudó en enajenar sus dos condados de Rocaberti y Peralada, así como siete de sus baronías del Ampurdán, lo que le permitió reunir una suma de más de 2 millones de libras (cerca de 75 millones de euros). Como compensación, fue elevado a la dignidad de Grande de España de primera clase.
En 1705, Guillem fue nombrado gobernador de Játiva.
Durante el conflicto, el 7 de enero de 1706, el archiduque Carlos VI, emperador del Sacro Imperio Romano Germánico, le confiscó sus bienes, que recuperó con la llegada al poder de Felipe V de Borbón al final de la guerra.
Murió en 1712 sin descendencia.

## Títulos

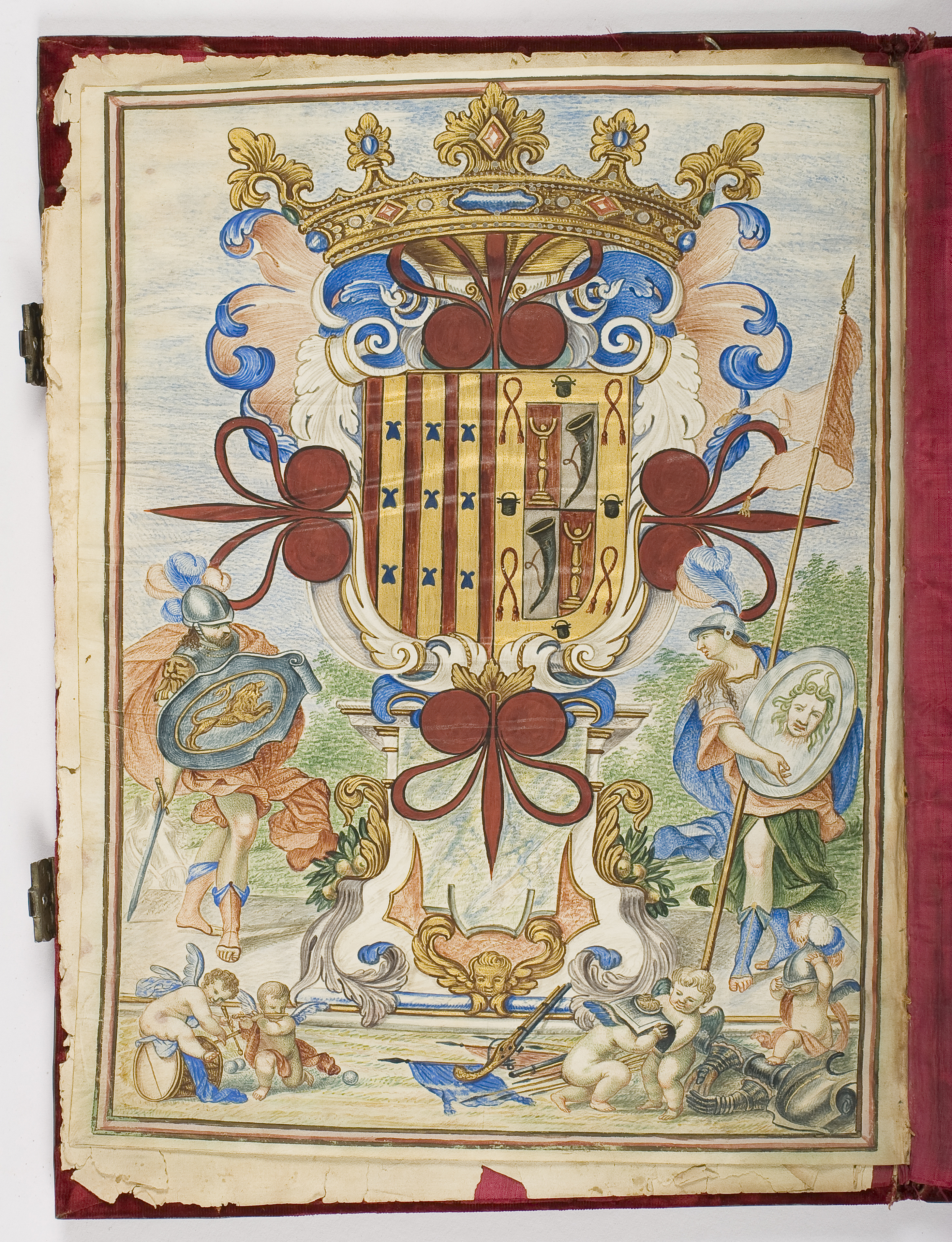
Armas de Guillem Manuel de Rocafull

Además de sus funciones militares, Guillem era también señor de sesenta ciudades y localidades, con diecisiete castillos y más de cinco mil vasallos. Ostentaba los títulos de:
- IV marqués de Anglesola,
- VI conde de Peralada,
- III conde de Albatera,
- XXIV vizconde de Rocabertí,
- III barón de Bétera,
- Conde de Santa María de Formiguera,
- Barón de Vilademuls.

## Posteridad
Hay pruebas de su participación en las festividades organizadas en la ciudad de Valencia los días 28 y 19 de mayo de 1691, con motivo de la canonización de San Pascual Bailón. Los cronistas de la época describen su llegada a caballo a la plaza de toros como rejoneador. Su valiente y peligrosa intervención dio lugar a numerosos relatos en su honor.
Un cronista cuenta: 

« el conde de Perelada y Albatera entró en la plaza que se había construido en la Plaza de Predicadores para la corrida vestido de negro, con sus plumas blancas, sus zapatos blancos y sus espuelas doradas». Tres caballos «que, con la misma generosidad, se preparaban para salir a la plaza, estaban cubiertos de nácar y bordados con relieves dorados. Llevaban numerosas borlas y campanillas de oro, una brida dorada muy curiosa y todos los estribos y herraduras eran también de oro».